# Hygrohypnum hedbergii
Hygrohypnum hedbergii là một loài rêu trong họ Amblystegiaceae. Loài này được P. de la Varde mô tả khoa học đầu tiên năm 1955.